# (4575) Broman
(4575) Broman es un asteroide perteneciente al cinturón de asteroides, descubierto el 26 de junio de 1987 por Eleanor F. Helin desde el Observatorio del Monte Palomar, Estados Unidos.

## Designación y nombre
Designado provisionalmente como 1987 ME1. Fue nombrado Broman en honor al astrónomo estadounidense Brian P. Roman, astrónomo, chef y humorista, en reconocimiento por su diligencia y dedicación en la búsqueda de planetas menores cercanos a la Tierra.

## Características orbitales
Broman está situado a una distancia media del Sol de 2,997 ua, pudiendo alejarse hasta 3,142 ua y acercarse hasta 2,853 ua. Su excentricidad es 0,048 y la inclinación orbital 10,91 grados. Emplea 1896 días en completar una órbita alrededor del Sol.

## Características físicas
La magnitud absoluta de Broman es 11,6.